# Episodi de Le indagini di padre Castell (prima stagione)
La prima stagione della serie televisiva tedesca Le indagini di padre Castell è andata in onda in Germania su ZDF dall'8 maggio 2008 al 29 maggio 2008.
In Italia è andata in onda su Rete 4 dal 20 aprile 2011 al 27 aprile 2011, con due episodi per volta.
| n° | Titolo originale          | Titolo italiano          | Prima TV Germania | Prima TV Italia |
| -- | ------------------------- | ------------------------ | ----------------- | --------------- |
| 1  | Das Labyrinth             | Il labirinto             | 8 maggio 2008     | 20 aprile 2011  |
| 2  | Die Leiche im Karlsgraben | Il cadavere nello stagno | 15 maggio 2008    | 20 aprile 2011  |
| 3  | Der 10. Mönch             | Il decimo monaco         | 22 maggio 2008    | 27 aprile 2011  |
| 4  | Der letzte Heide          | L'ultimo pagano          | 29 maggio 2008    | 27 aprile 2011  |